# Gongzi Hu
Gongzi Hu (kinesiska: 工字湖) är en sjö i Kina. Den ligger i den autonoma regionen Xinjiang, i den nordvästra delen av landet, omkring 930 kilometer söder om regionhuvudstaden Ürümqi. Trakten runt Gongzi Hu är ofruktbar med lite eller ingen växtlighet.
Genomsnittlig årsnederbörd är 97 millimeter. Den regnigaste månaden är augusti, med i genomsnitt 19 mm nederbörd, och den torraste är november, med 1 mm nederbörd.